# Шах (шахи)
|   | a | b | c | d | e | f | g | h |   |
| 8 | e8 чорний хрестик · f8 чорний хрестик · e7 чорний хрестик · f7 чорний король · g7 чорний хрестик · f6 чорний хрестик · g6 чорний хрестик · a2 білий слон · d2 білий король | e8 чорний хрестик · f8 чорний хрестик · e7 чорний хрестик · f7 чорний король · g7 чорний хрестик · f6 чорний хрестик · g6 чорний хрестик · a2 білий слон · d2 білий король | e8 чорний хрестик · f8 чорний хрестик · e7 чорний хрестик · f7 чорний король · g7 чорний хрестик · f6 чорний хрестик · g6 чорний хрестик · a2 білий слон · d2 білий король | e8 чорний хрестик · f8 чорний хрестик · e7 чорний хрестик · f7 чорний король · g7 чорний хрестик · f6 чорний хрестик · g6 чорний хрестик · a2 білий слон · d2 білий король | e8 чорний хрестик · f8 чорний хрестик · e7 чорний хрестик · f7 чорний король · g7 чорний хрестик · f6 чорний хрестик · g6 чорний хрестик · a2 білий слон · d2 білий король | e8 чорний хрестик · f8 чорний хрестик · e7 чорний хрестик · f7 чорний король · g7 чорний хрестик · f6 чорний хрестик · g6 чорний хрестик · a2 білий слон · d2 білий король | e8 чорний хрестик · f8 чорний хрестик · e7 чорний хрестик · f7 чорний король · g7 чорний хрестик · f6 чорний хрестик · g6 чорний хрестик · a2 білий слон · d2 білий король | e8 чорний хрестик · f8 чорний хрестик · e7 чорний хрестик · f7 чорний король · g7 чорний хрестик · f6 чорний хрестик · g6 чорний хрестик · a2 білий слон · d2 білий король | 8 |
| 7 | e8 чорний хрестик · f8 чорний хрестик · e7 чорний хрестик · f7 чорний король · g7 чорний хрестик · f6 чорний хрестик · g6 чорний хрестик · a2 білий слон · d2 білий король | e8 чорний хрестик · f8 чорний хрестик · e7 чорний хрестик · f7 чорний король · g7 чорний хрестик · f6 чорний хрестик · g6 чорний хрестик · a2 білий слон · d2 білий король | e8 чорний хрестик · f8 чорний хрестик · e7 чорний хрестик · f7 чорний король · g7 чорний хрестик · f6 чорний хрестик · g6 чорний хрестик · a2 білий слон · d2 білий король | e8 чорний хрестик · f8 чорний хрестик · e7 чорний хрестик · f7 чорний король · g7 чорний хрестик · f6 чорний хрестик · g6 чорний хрестик · a2 білий слон · d2 білий король | e8 чорний хрестик · f8 чорний хрестик · e7 чорний хрестик · f7 чорний король · g7 чорний хрестик · f6 чорний хрестик · g6 чорний хрестик · a2 білий слон · d2 білий король | e8 чорний хрестик · f8 чорний хрестик · e7 чорний хрестик · f7 чорний король · g7 чорний хрестик · f6 чорний хрестик · g6 чорний хрестик · a2 білий слон · d2 білий король | e8 чорний хрестик · f8 чорний хрестик · e7 чорний хрестик · f7 чорний король · g7 чорний хрестик · f6 чорний хрестик · g6 чорний хрестик · a2 білий слон · d2 білий король | e8 чорний хрестик · f8 чорний хрестик · e7 чорний хрестик · f7 чорний король · g7 чорний хрестик · f6 чорний хрестик · g6 чорний хрестик · a2 білий слон · d2 білий король | 7 |
| 6 | e8 чорний хрестик · f8 чорний хрестик · e7 чорний хрестик · f7 чорний король · g7 чорний хрестик · f6 чорний хрестик · g6 чорний хрестик · a2 білий слон · d2 білий король | e8 чорний хрестик · f8 чорний хрестик · e7 чорний хрестик · f7 чорний король · g7 чорний хрестик · f6 чорний хрестик · g6 чорний хрестик · a2 білий слон · d2 білий король | e8 чорний хрестик · f8 чорний хрестик · e7 чорний хрестик · f7 чорний король · g7 чорний хрестик · f6 чорний хрестик · g6 чорний хрестик · a2 білий слон · d2 білий король | e8 чорний хрестик · f8 чорний хрестик · e7 чорний хрестик · f7 чорний король · g7 чорний хрестик · f6 чорний хрестик · g6 чорний хрестик · a2 білий слон · d2 білий король | e8 чорний хрестик · f8 чорний хрестик · e7 чорний хрестик · f7 чорний король · g7 чорний хрестик · f6 чорний хрестик · g6 чорний хрестик · a2 білий слон · d2 білий король | e8 чорний хрестик · f8 чорний хрестик · e7 чорний хрестик · f7 чорний король · g7 чорний хрестик · f6 чорний хрестик · g6 чорний хрестик · a2 білий слон · d2 білий король | e8 чорний хрестик · f8 чорний хрестик · e7 чорний хрестик · f7 чорний король · g7 чорний хрестик · f6 чорний хрестик · g6 чорний хрестик · a2 білий слон · d2 білий король | e8 чорний хрестик · f8 чорний хрестик · e7 чорний хрестик · f7 чорний король · g7 чорний хрестик · f6 чорний хрестик · g6 чорний хрестик · a2 білий слон · d2 білий король | 6 |
| 5 | e8 чорний хрестик · f8 чорний хрестик · e7 чорний хрестик · f7 чорний король · g7 чорний хрестик · f6 чорний хрестик · g6 чорний хрестик · a2 білий слон · d2 білий король | e8 чорний хрестик · f8 чорний хрестик · e7 чорний хрестик · f7 чорний король · g7 чорний хрестик · f6 чорний хрестик · g6 чорний хрестик · a2 білий слон · d2 білий король | e8 чорний хрестик · f8 чорний хрестик · e7 чорний хрестик · f7 чорний король · g7 чорний хрестик · f6 чорний хрестик · g6 чорний хрестик · a2 білий слон · d2 білий король | e8 чорний хрестик · f8 чорний хрестик · e7 чорний хрестик · f7 чорний король · g7 чорний хрестик · f6 чорний хрестик · g6 чорний хрестик · a2 білий слон · d2 білий король | e8 чорний хрестик · f8 чорний хрестик · e7 чорний хрестик · f7 чорний король · g7 чорний хрестик · f6 чорний хрестик · g6 чорний хрестик · a2 білий слон · d2 білий король | e8 чорний хрестик · f8 чорний хрестик · e7 чорний хрестик · f7 чорний король · g7 чорний хрестик · f6 чорний хрестик · g6 чорний хрестик · a2 білий слон · d2 білий король | e8 чорний хрестик · f8 чорний хрестик · e7 чорний хрестик · f7 чорний король · g7 чорний хрестик · f6 чорний хрестик · g6 чорний хрестик · a2 білий слон · d2 білий король | e8 чорний хрестик · f8 чорний хрестик · e7 чорний хрестик · f7 чорний король · g7 чорний хрестик · f6 чорний хрестик · g6 чорний хрестик · a2 білий слон · d2 білий король | 5 |
| 4 | e8 чорний хрестик · f8 чорний хрестик · e7 чорний хрестик · f7 чорний король · g7 чорний хрестик · f6 чорний хрестик · g6 чорний хрестик · a2 білий слон · d2 білий король | e8 чорний хрестик · f8 чорний хрестик · e7 чорний хрестик · f7 чорний король · g7 чорний хрестик · f6 чорний хрестик · g6 чорний хрестик · a2 білий слон · d2 білий король | e8 чорний хрестик · f8 чорний хрестик · e7 чорний хрестик · f7 чорний король · g7 чорний хрестик · f6 чорний хрестик · g6 чорний хрестик · a2 білий слон · d2 білий король | e8 чорний хрестик · f8 чорний хрестик · e7 чорний хрестик · f7 чорний король · g7 чорний хрестик · f6 чорний хрестик · g6 чорний хрестик · a2 білий слон · d2 білий король | e8 чорний хрестик · f8 чорний хрестик · e7 чорний хрестик · f7 чорний король · g7 чорний хрестик · f6 чорний хрестик · g6 чорний хрестик · a2 білий слон · d2 білий король | e8 чорний хрестик · f8 чорний хрестик · e7 чорний хрестик · f7 чорний король · g7 чорний хрестик · f6 чорний хрестик · g6 чорний хрестик · a2 білий слон · d2 білий король | e8 чорний хрестик · f8 чорний хрестик · e7 чорний хрестик · f7 чорний король · g7 чорний хрестик · f6 чорний хрестик · g6 чорний хрестик · a2 білий слон · d2 білий король | e8 чорний хрестик · f8 чорний хрестик · e7 чорний хрестик · f7 чорний король · g7 чорний хрестик · f6 чорний хрестик · g6 чорний хрестик · a2 білий слон · d2 білий король | 4 |
| 3 | e8 чорний хрестик · f8 чорний хрестик · e7 чорний хрестик · f7 чорний король · g7 чорний хрестик · f6 чорний хрестик · g6 чорний хрестик · a2 білий слон · d2 білий король | e8 чорний хрестик · f8 чорний хрестик · e7 чорний хрестик · f7 чорний король · g7 чорний хрестик · f6 чорний хрестик · g6 чорний хрестик · a2 білий слон · d2 білий король | e8 чорний хрестик · f8 чорний хрестик · e7 чорний хрестик · f7 чорний король · g7 чорний хрестик · f6 чорний хрестик · g6 чорний хрестик · a2 білий слон · d2 білий король | e8 чорний хрестик · f8 чорний хрестик · e7 чорний хрестик · f7 чорний король · g7 чорний хрестик · f6 чорний хрестик · g6 чорний хрестик · a2 білий слон · d2 білий король | e8 чорний хрестик · f8 чорний хрестик · e7 чорний хрестик · f7 чорний король · g7 чорний хрестик · f6 чорний хрестик · g6 чорний хрестик · a2 білий слон · d2 білий король | e8 чорний хрестик · f8 чорний хрестик · e7 чорний хрестик · f7 чорний король · g7 чорний хрестик · f6 чорний хрестик · g6 чорний хрестик · a2 білий слон · d2 білий король | e8 чорний хрестик · f8 чорний хрестик · e7 чорний хрестик · f7 чорний король · g7 чорний хрестик · f6 чорний хрестик · g6 чорний хрестик · a2 білий слон · d2 білий король | e8 чорний хрестик · f8 чорний хрестик · e7 чорний хрестик · f7 чорний король · g7 чорний хрестик · f6 чорний хрестик · g6 чорний хрестик · a2 білий слон · d2 білий король | 3 |
| 2 | e8 чорний хрестик · f8 чорний хрестик · e7 чорний хрестик · f7 чорний король · g7 чорний хрестик · f6 чорний хрестик · g6 чорний хрестик · a2 білий слон · d2 білий король | e8 чорний хрестик · f8 чорний хрестик · e7 чорний хрестик · f7 чорний король · g7 чорний хрестик · f6 чорний хрестик · g6 чорний хрестик · a2 білий слон · d2 білий король | e8 чорний хрестик · f8 чорний хрестик · e7 чорний хрестик · f7 чорний король · g7 чорний хрестик · f6 чорний хрестик · g6 чорний хрестик · a2 білий слон · d2 білий король | e8 чорний хрестик · f8 чорний хрестик · e7 чорний хрестик · f7 чорний король · g7 чорний хрестик · f6 чорний хрестик · g6 чорний хрестик · a2 білий слон · d2 білий король | e8 чорний хрестик · f8 чорний хрестик · e7 чорний хрестик · f7 чорний король · g7 чорний хрестик · f6 чорний хрестик · g6 чорний хрестик · a2 білий слон · d2 білий король | e8 чорний хрестик · f8 чорний хрестик · e7 чорний хрестик · f7 чорний король · g7 чорний хрестик · f6 чорний хрестик · g6 чорний хрестик · a2 білий слон · d2 білий король | e8 чорний хрестик · f8 чорний хрестик · e7 чорний хрестик · f7 чорний король · g7 чорний хрестик · f6 чорний хрестик · g6 чорний хрестик · a2 білий слон · d2 білий король | e8 чорний хрестик · f8 чорний хрестик · e7 чорний хрестик · f7 чорний король · g7 чорний хрестик · f6 чорний хрестик · g6 чорний хрестик · a2 білий слон · d2 білий король | 2 |
| 1 | e8 чорний хрестик · f8 чорний хрестик · e7 чорний хрестик · f7 чорний король · g7 чорний хрестик · f6 чорний хрестик · g6 чорний хрестик · a2 білий слон · d2 білий король | e8 чорний хрестик · f8 чорний хрестик · e7 чорний хрестик · f7 чорний король · g7 чорний хрестик · f6 чорний хрестик · g6 чорний хрестик · a2 білий слон · d2 білий король | e8 чорний хрестик · f8 чорний хрестик · e7 чорний хрестик · f7 чорний король · g7 чорний хрестик · f6 чорний хрестик · g6 чорний хрестик · a2 білий слон · d2 білий король | e8 чорний хрестик · f8 чорний хрестик · e7 чорний хрестик · f7 чорний король · g7 чорний хрестик · f6 чорний хрестик · g6 чорний хрестик · a2 білий слон · d2 білий король | e8 чорний хрестик · f8 чорний хрестик · e7 чорний хрестик · f7 чорний король · g7 чорний хрестик · f6 чорний хрестик · g6 чорний хрестик · a2 білий слон · d2 білий король | e8 чорний хрестик · f8 чорний хрестик · e7 чорний хрестик · f7 чорний король · g7 чорний хрестик · f6 чорний хрестик · g6 чорний хрестик · a2 білий слон · d2 білий король | e8 чорний хрестик · f8 чорний хрестик · e7 чорний хрестик · f7 чорний король · g7 чорний хрестик · f6 чорний хрестик · g6 чорний хрестик · a2 білий слон · d2 білий король | e8 чорний хрестик · f8 чорний хрестик · e7 чорний хрестик · f7 чорний король · g7 чорний хрестик · f6 чорний хрестик · g6 чорний хрестик · a2 білий слон · d2 білий король | 1 |
|   | a | b | c | d | e | f | g | h |   |

Шах — назва ходу у шахах, після якого король опиняється під загрозою взяття наступним ходом. Шах може бути поставлений будь-якою  фігурою або пішаком, але не королем супротивника. Шах може ставити одна або одночасно дві фігури (подвійний шах). 
В шаховій нотації цей хід позначається символом математичного плюса (+), подвійний шах — (++). Саме слово походить від титулу правителів у деяких східних країнах.
Існує кілька різновидів шаху: прямий, відкритий, подвійний, перехресний, вічний, проміжний.

## Різновиди
- Прямий шах — хід фігури, що здійснює безпосередній напад на короля.
- Відкритий шах — хід фігури, яка відходить з лінії атаки на ворожого короля іншої далекобійної фігури, яка тепер атакує ворожого короля. Фігурою, яка відходить і здійснює відкритий шах, може бути навіть король.
- Подвійний шах — хід фігури, яка відходить з лінії атаки на ворожого короля іншої далекобійної фігури, але при цьому фігура, що відійшла, також нападає на ворожого короля. Тобто, в результаті такої атаки здійснюється одночасний напад двох фігур.
- Перехресний шах — хід фігури, яка захищає власного короля від шаху, але при цьому ставить шах ворожому королю.
- Проміжний шах[ru] — проміжний хід[ru] з шахом, що часто дозволяє гравцю, який захищається, перехопити ініціативу.
- Вічний шах — ситуація у шаховій партії, коли один з гравців може форсувати нічию шляхом нескінченної серії шахів. Гравець, що атакує, може вимагати оголосити нічію після потрійного повторення позиції, що виникає внаслідок такої серії.

## Вихід із шаху
Згідно правил шахів, гравець, королю якого оголошено шах, своїм наступним ходом зобов'язаний вивести короля з-під атаки, що можна зробити трьома способами:
- Зробити хід королем (зокрема, зі взяттям фігури суперника, навіть якщо вона і поставила шах) на сусіднє поле так, щоб на новій клітинці він не був атакований. Втікаючи з-під шаху король не може робити рокіровку.
- Закритися іншою фігурою, поставивши її на шляху нападу;[a]
- Взяти фігуру суперника, що атакує, своєю фігурою, при цьому король не має потрапляти під інший шах.

Якщо вийти з-під шаху неможливо, оголошується мат, і гравець, який його поставив, вважається переможцем.

## Зауваження
1. ↑  Але неможливо прикритися від коня або від фігури суперника, що стоїть впритул до короля